# 兩立直
兩立直（ダブルリーチ），又叫二重立直、雙立直、W立直、日語一般簡稱為，是日本麻將中的一種役，計2番。指在剛開局時第一次摸牌就聽牌然後宣告立直，但在此之前若有吃碰槓、拔北（三人麻將），則僅算作立直。
兩立直是對應台灣麻將中的天聽或地聽，天聽是莊家獨有，計8台。地聽適用於閒家，計4台。亦有玩法是稱為MIGI，起手8張牌無鳴牌便成立，一律計8台。

## 概述
- 的配牌，第一次摸牌摸到后听牌，打，兩立直成立。

## 途中流局
- 在純正第一巡（剛開局時第一次摸牌且沒有人吃碰槓）聽牌立直，兩立直成立。
- 但是若其他家宣告九種九牌成立，流局便成立，其優先級大於兩立直。[1][2]
- 同理，四風連打成立，優先級也大於兩立直。[2]